# La Thái Hữu
La Thái Hữu (tiếng Trung: 羅大佑, tiếng Anh: Lo Tayu, sinh ngày 20 tháng 7 năm 1954) là một nam ca sĩ, nhạc sĩ, nhà soạn nhạc phim kiêm nhà sản xuất thu âm người gốc Đài Loan.
Qua hơn 40 năm sự nghiệp, ông là một trong những nghệ sĩ có sức ảnh hưởng rộng rãi nhất trong dòng nhạc Mandopop với những ca khúc tình ca có những ca từ và giai điệu đầy du dương và sâu lắng, cùng những ca khúc mang nặng vấn đề chính trị và xã hội theo phong cách châm biếm mà ông đề cập tới từ thập niên 80. Ông được xem là một tượng đài tiên phong cho ngành công nghiệp âm nhạc ở quê nhà và được xem là một biểu tượng văn hóa ở Đài Loan, Hồng Kông và cả Trung Quốc Đại lục.

## Danh sách đĩa nhạc
- Zhi H Zhe Ye 之乎者也 (1981)
- Master of the Future 未來的主人翁 (1983)
- Home 家  (1984)
- Youth Movement 青春舞曲 (1986)
- Lover-Comrade 愛人同志 (1988)
- Brilliant Days 閃亮的日子 (1989)
- The Year to Say Farewell 告別的年代 (1989)
- Queen's Road East 皇后大道東 (1991)
- Hometown 原鄉 (1991)
- Capital 首都 (1992)
- Love Song 2000 戀曲二〇〇〇 (1994)
- 再會吧！素蘭 (Zài huì ba! Sù lán) (1995)
- 寶島鹹酸甜 (Bǎodǎo xián suān tián) (1996)
- 昨日遗书 (Zuórì yì shū) (2002)
- 昨日至今 (Zuórì zhì jīn) (2002)
- Beautisland 美麗島 (2004)